# Prenden
Prenden ist ein Ortsteil der Gemeinde Wandlitz, der im 14. Jahrhundert erstmals als Siedlung urkundlich erwähnt wurde. Die Gemeinde gehört zum Landkreis Barnim im Bundesland Brandenburg. Bis zum Jahr 2003 war Prenden eine selbstständige Gemeinde innerhalb des Amtes Wandlitz. Im Wandlitzer Ortsteil Prenden leben auf 17,46 km² 471 Einwohner, dies entspricht einer Bevölkerungsdichte von 27,0 Einwohnern je km² (Stand 2013).

## Geografie
Geografische Lage
Prenden liegt im Naturpark Barnim inmitten von Kiefernwäldern etwa 32 Kilometer nordöstlich des Stadtzentrums von Berlin. Der zwischen dem südlich angrenzenden Strehlesee und dem nördlichen Bauersee gelegene Wandlitzer Ortsteil hatte im Jahr 2007 etwas über 500 Einwohner.
Das Gebiet der ehemaligen Gemeinde Prenden liegt auf einer Fläche von 1746 Hektar. Es schloss den Kleinen Lottschesee nördlich von Klosterfelde mit ein und umfasste fast das gesamte Ufer des Mittelprendensees. Nördlich grenzte die ehemalige Gemeinde an Ruhlsdorf, östlich an die Stadt Biesenthal, südlich und westlich an die heutigen Wandlitzer Ortsteile Lanke und Klosterfelde.
Siedlungsteile
Neudörfchen

## Geschichte
Historiker nehmen an, dass der Ortsname Prenden von der früheren Bezeichnung „Prande“ für den nördlich des Dorfes liegenden Bauersee abgeleitet ist. Funde von Beilen und Äxten aus der Jungsteinzeit belegen eine Besiedlung des Gebietes weit vor der Entstehung des heutigen Ortes.
Das Dorf Prenden wurde im Jahr 1306 erstmals urkundlich erwähnt. Dabei handelt es sich um eine auf Pergament besiegelte Stellungnahme des Brandenburger Markgrafen Hermann zu territorialen Streitigkeiten und deren Schlichtung unter Adligen auf Mecklenburger Gebiet. Die Ausfertigung der Urkunde erfolgte laut Text am Abend des 23. Februar 1306 mit den Worten: „Gegeben und geschrieben im Dorf Pranden (‚dorp tu pranden‘) im Jahr 1306 am Sankt Matthias Abend“. Das Fest des Heiligen Matthias wird am 24. Februar begangen.

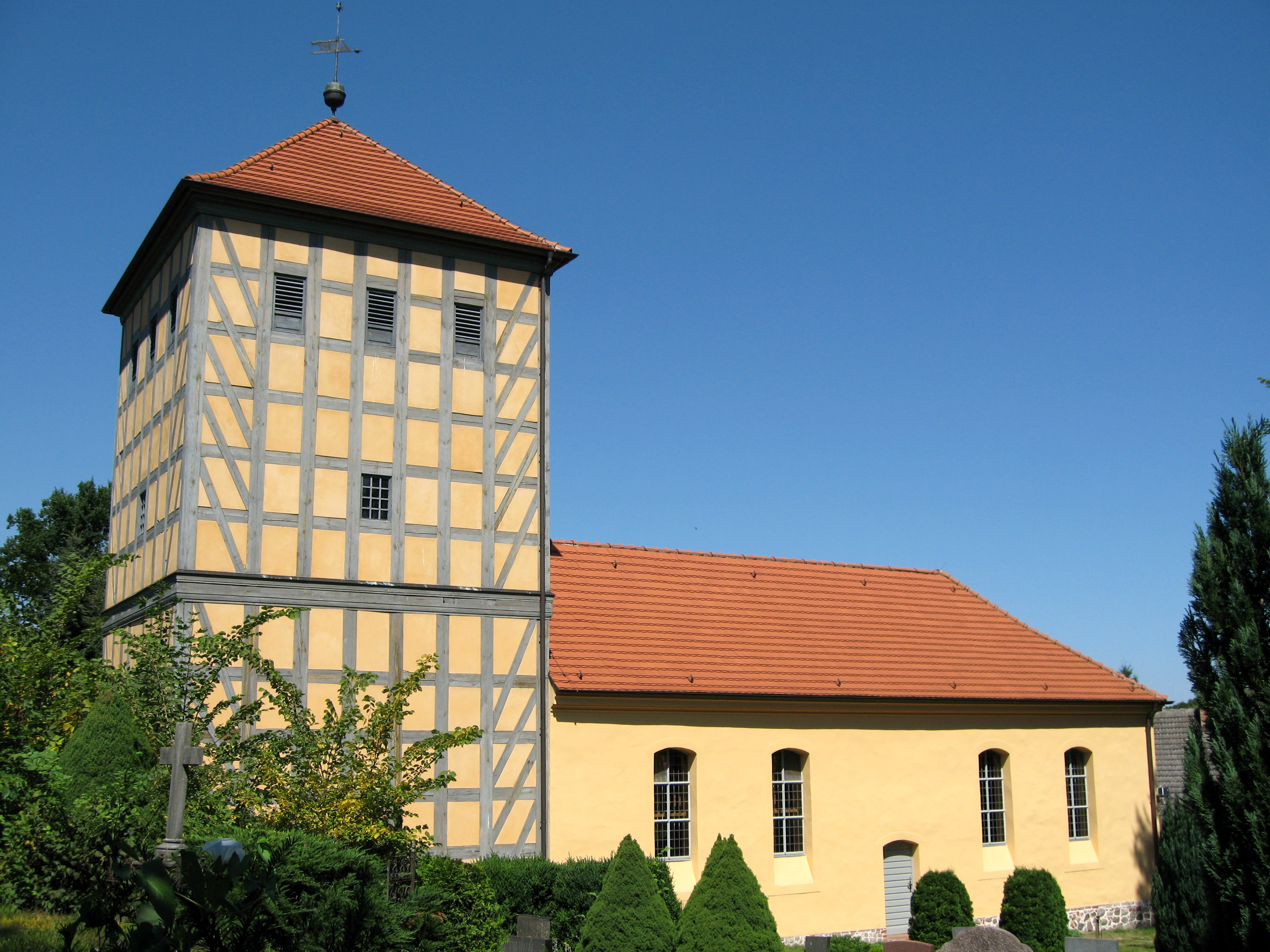
Dorfkirche

Im Jahr 1861 besuchte Theodor Fontane den Ort Prenden, der das Innere der Kirche als „kahl“ und den Kirchhof als „verödet“ beschrieb. In seinen Wanderungen durch die Mark Brandenburg behandelt er das Dorf im Kapitel Von Sparrenland und Sparrenglocken, Bezug nehmend auf die Familie derer von Sparr, die über Jahrhunderte Besitzungen in Prenden hatte und die Entwicklung des Ortes prägte. Während des Hussiteneinfalls im Jahr 1432 war Prenden weitgehend verwüstet worden und erst 1584 wurde von der Familie Sparr wieder ein Gutshof eingerichtet. Bekanntester Vertreter dieser Familie ist der kaiserliche Generalfeldmarschall und Reichsgraf Otto Christoph Freiherr von Sparr. 1736 verkauften die Söhne des 1734 verstorbenen Reichsgrafen Friedrich Wilhelm von Sparr Prenden an den Minister Franz Wilhelm von Happe und später kam es in den Besitz der Familie von Wülcknitz. Nach der teilweisen Verwüstung während des Dreißigjährigen Krieges wurden die Höfe zu Bauerngütern gemacht.
In den 1920er Jahren entwickelte sich Prenden zu einem Luftkurort vor allem für die Berliner Bevölkerung. Eine Postbuslinie wurde 1928 eingerichtet und ein Fremdenverkehrsverband gegründet. Noch heute bestehen einige Bungalow-Siedlungen an den nahen Seen und viele Erholungssuchende der Großstadt nutzen die waldreiche Umgebung des Ortes.

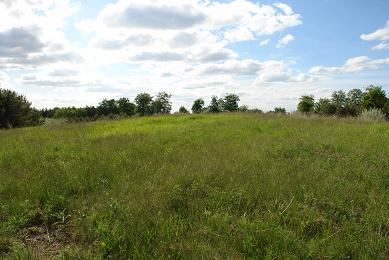
Hügel über dem „Objekt 5001“

Ein besonderes Bauwerk in Prenden ist die von 1978 bis 1983 entstandene unterirdische Kommandozentrale Objekt 5001 des Nationalen Verteidigungsrates (NVR) der Partei- und Staatsführung der DDR für den Kriegsfall. Es handelt sich dabei um eine kostspielige Bunkeranlage auf drei Ebenen unter der Erde an der Ützdorfer Straße, zwischen den Strombergen und dem Bogensee, die heute unter Denkmalschutz steht und nach Anmeldung von August bis Oktober 2008 erst- und letztmals besichtigt werden konnte (Objekt 17/5001 Prenden).
Das gesamte Bunkerareal steht im Fokus der Gemeindeverwaltung. Im Frühjahr 2008 ergab eine Beratung zwischen dem Eigentümer – Bund und Land Berlin – und Vertretern der Gemeinde, dass die Fläche zunächst als Sondergebiet Freizeit und Erholung auszuweisen ist und die Grundstücke danach verkauft werden sollen.
Nach Auflösung der Bezirke der DDR und Gründung des Landes Brandenburg am 3. Oktober 1990 war Prenden eine selbstständige Gemeinde im Kreis Bernau. Die Verwaltungsaufgaben wurden seit dem 1. Juli 1992 durch das Amt Wandlitz innerhalb des Landkreises Barnim wahrgenommen. Mit der Umwandlung des Amtes zur Gemeinde Wandlitz durch Landesgesetz zum 26. Oktober 2003 verlor der Ort Prenden seine Selbstständigkeit. Die ehemalige Gemeinde ist seitdem Ortsteil der Großgemeinde Wandlitz. Eine Verfassungsbeschwerde aller amtsangehörigen Gemeinden gegen die kommunale Neugliederung vor dem Verfassungsgericht des Landes Brandenburg wurde am 16. Juni 2005 zurückgewiesen.

## Einwohner
Im Jahr 1375 weist die Statistik nach Kaiser Karls Landbuch 9 Hufner (mit Familien), 14 besitzlose Landarbeiter (mit Familien), eine Müllersfamilie, einen Pfarrer, einen Lehnschulzen und die beiden Ritter aus dem Geschlecht der Sparrs aus. Das sind demnach etwa 100 Personen, wenn mit rund 4 Personen pro Haushalt gerechnet wird.
| Jahr      | 1990 | 1992 | 1994 | 1996 | 1998 | 2000 | 2001 | 2002 | 2003 | 2004 | 2005 | 2006 | 2007 | 2008 | 2009 | 2010 | 2011 | 2012 |
| --------- | ---- | ---- | ---- | ---- | ---- | ---- | ---- | ---- | ---- | ---- | ---- | ---- | ---- | ---- | ---- | ---- | ---- | ---- |
| Einwohner | 347  | 335  | 441  | 485  | 401  | 453  | 476  | 464  | 465  | 483  | 486  | 504  | 520  | 516  | 485  | 469  | 448  | 451  |

## Politik

### Ortsbeirat (Stand 2014)
| Partei / Wahlbewerber | Stimmenanteil (Prozent) | Sitze |
| --------------------- | ----------------------- | ----- |
| SPD                   | 100,0                   | 3     |

Die Kommunalwahlen im Mai 2014 fanden mit einer Wahlbeteiligung von 50,2 Prozent der wahlberechtigten Einwohner statt. Der Ortsbeirat besteht aus drei Personen. Die Tabelle zeigt die Ergebnisse dieser Wahl.
Am 9. Juni 2024 fanden die letzten Kommunalwahlen statt.
Der Ortsbeirat hat beratende Funktion für die Gemeindevertretung von Wandlitz bezüglich der Entscheidungen des Gremiums, die den Ortsteil Lanke betreffen. Einige der Vertreter des Ortsbeirates sind gleichzeitig Gemeindevertreter.

### Ortsvorsteher
Das frühere Amt des Bürgermeisters wird seit der Fusion mit Wandlitz von einem Ortsvorsteher, zunächst auch Ortsteilbürgermeister genannt, wahrgenommen. Am 13. Oktober 2008 wurde Hans-Joachim Auge (Mitglied der SPD) in dieses Amt gewählt und bei der Kommunalwahl 2014 darin bestätigt.
Bei den Wahlen im Jahr 2019 wurde Daniel Stein (Freie Wähler Prenden) zum Ortsvorsteher gewählt.

## Wirtschaft
Die ersten Einwohner des Ortes waren Bauern, Landarbeiter, ein Pfarrer, Handwerker und ein Lehnschulze. Bald kamen Bäcker, Fleischer, Tischler, eine Gemeindeschwester und Angestellte einer Poststelle hinzu.
Im beginnenden 20. Jahrhundert spielte neben der Selbstversorgung mit landwirtschaftlichen Produkten der Fremdenverkehr eine immer wichtigere Rolle im Wirtschaftsleben des Ortes. Es etablierten sich Hotels, Ausflugsgaststätten und Vereine.
Nach dem Zweiten Weltkrieg brach der Tourismus zusammen, es blieben die Versorgungseinrichtungen wie Fleischerei, ein Fischereibetrieb und Lebensmittelläden und ein Volkspolizeiposten (Abschnittsbevollmächtigter) wurde eingerichtet. Im Zusammenhang mit dem Bau des Staatsbunkers gab es gelegentlich Jagdveranstaltungen, so dass ein Jagdhotel entstand.
Seit der Wende wird versucht, die Wirtschaft von Prenden wieder mehr auf Tourismus auszurichten.
Eine ausgediente Telefonzelle wurde Mitte der 2010er Jahre von den Einwohnern zu einer Bücherbox umfunktioniert. Im Frühjahr 2018 erhielt dieses Bücher-Tauschhäuschen auf Initiative vieler Helfer ein neues Fundament, frische Farbe, einen Regaleinbau und die Aufschrift Prendener Bücherbox. Der Ortsvorsteher findet, dass damit für Prenden auch eine kleine Bibliothek realisiert werden konnte.

## Bildung
Von 1913 bis 1968 gab es im Dorf eine Mehrklassenschule, in der alle Kinder aus Prenden bis zum Abschluss der achten Klasse lernen konnten. Nach 1968 mussten die Schulkinder Schulen in Nachbarorten besuchen, wozu wochentags ein Schulbus unterwegs war. Auch über einen Kindergarten verfügte der Ort bis 1997, dann wurde er geschlossen. Die Kinderbetreuung vor Ort ist seither nur noch über Tagesmütter möglich.

## Kultur und Sehenswürdigkeiten

### Evangelische Kirche Prenden
Die Dorfkirche von Prenden aus dem 16. Jahrhundert mit Fachwerk-Glockenturm ist kultureller Mittelpunkt des Ortes. In den Jahren 1998 bis 2001 wurde das Äußere der Kirche restauriert. Sie dient neben den Gottesdiensten als Veranstaltungsort für Ausstellungen und Konzerte, beispielsweise fand im Juni 2022 ein Filmvortrag Eine Zeitreise in die Vergangenheut von Prenden statt und von Juli bis September gibt es hier die Kunstausstellung Faszination Glas, die unter anderem Arbeiten der Künstlerin Annelie Grund und historische Werke des Johann Kunckel von Löwenstern zeigt.

### Naturdenkmal Riesenstein

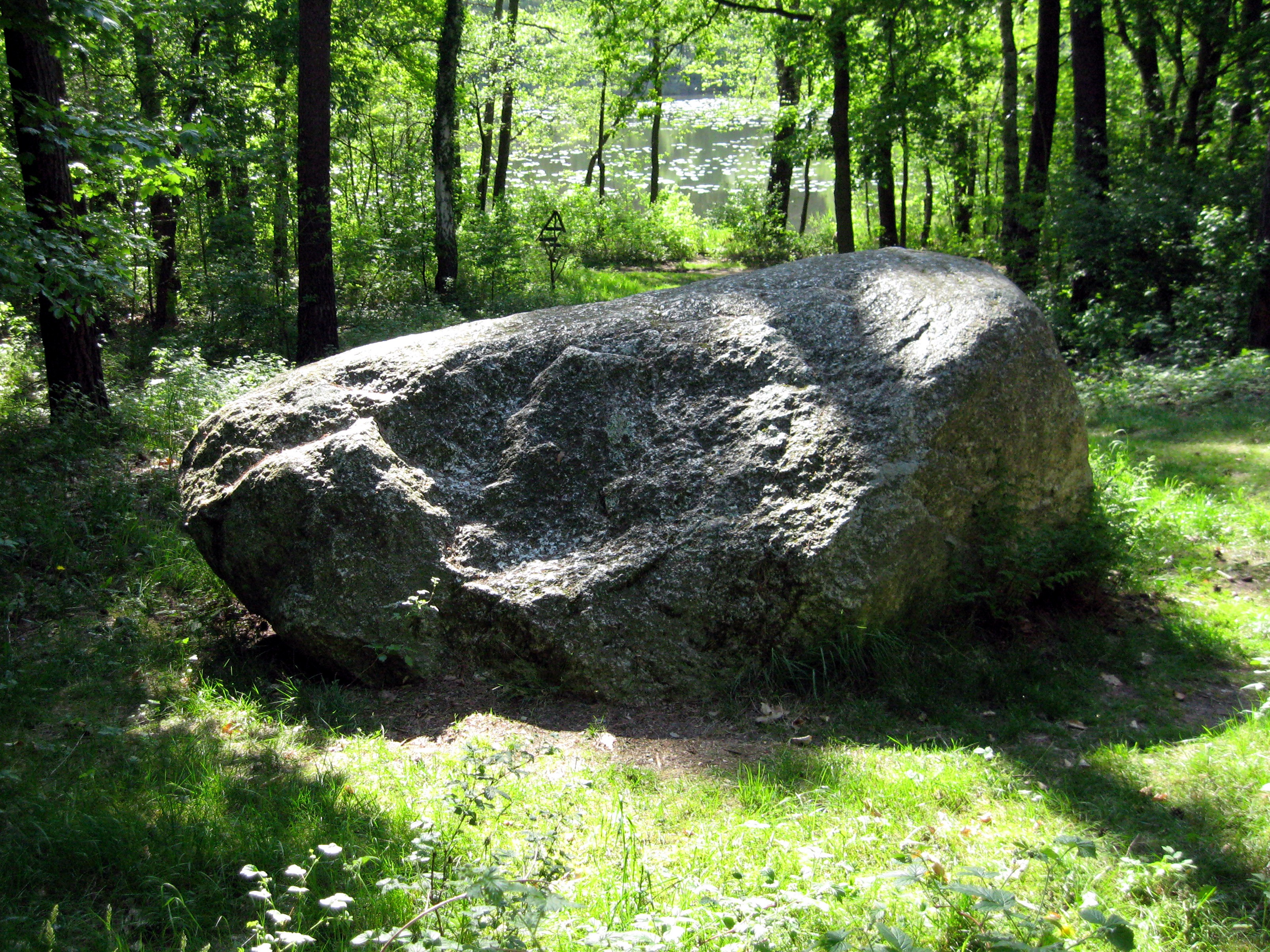
Riesenstein am Strehlesee

Am Nordostufer des Strehlesees nahe dem Dorf liegt ein aus dem Gebiet des heutigen Schweden stammender Findling, ein Relikt der eiszeitlichen Vergletscherung. Er besteht aus Revsund-Granit, ist 3,85 Meter lang, 2,85 Meter breit, 1,45 Meter hoch, hat einen Umfang von 10,3 Metern und soll etwa 23 Tonnen wiegen. An seiner Nordseite wurde eine Inschrift zum Gedenken an Kaiser Wilhelm II. angebracht.
Um die auf dem Stein gefundenen Abdrücke rankt sich eine Sage. Danach hatte vor langer Zeit ein Riese (oder der Teufel) eine Handvoll Steine auf den Glockenturm der Dorfkirche geworfen, weil ihn das schöne, aber laute Geläut störte. Der Kirchturm wurde nicht getroffen, zwei der fünf geworfenen Steine blieben am Strehlesee liegen, drei flogen zu weit und ihre Spritzer aus dem Wandlitzer See bildeten die drei heiligen Pfühle. Der kleinere Stein wurde 1887 auf einem speziell für ihn umgebauten Wagen eine Woche lang nach Berlin transportiert, wo er einen Platz im Humboldthain erhielt. Durch den Transport wurde die Landstraße an vielen Stellen beschädigt und musste ausgebessert werden. So wurde der größere Stein vom Strehlesee mit dem Handabdruck des Teufels schließlich liegen gelassen. Er erhielt den Namen Riesenstein oder Teufelsstein und liegt noch heute dort.

### Sport
Um das Jahr 2000 etablierte sich der Golfclub Prenden e. V., der südöstlich des Ortes 27 Spielbahnen unterhält.
Ein kommunaler Sportplatz steht dem Schulsport und auch den Einwohnern allgemein zur Verfügung.

### Regelmäßige Veranstaltungen
Traditionelles Weihnachtsbaumverbrennen, Ostereiertrudeln, Dorfkirchensommer, vielfältiges kulturelles Programm in der restaurierten Dorfkirche, u. a. ein Tag der offenen Tür oder Musikdarbietungen sowie ein Dorffest im August jeden Jahres, das auch als Sommerfest deklariert wird, sind hier erwähnenswert.

### Vereine
Der am längsten bestehende Verein ist die Freiwillige Feuerwehr Prenden. Diese Feuerwehr sorgt für den Brandschutz und die allgemeine Hilfe insbesondere auf örtlicher Ebene.
1956 gründete sich der Anglerverein Prenden, 1993 fand die Schützengilde Prenden-Lanke 1993 e. V. Mitglieder im Ort und die noch zu DDR-Zeiten gegründete Organisation Volkssolidarität ist mit einer Betreuungseinrichtung ebenfalls vor Ort.

## Persönlichkeiten, die vor Ort gewirkt haben
- Johann Kunckel von Löwenstern (1630–1703), Alchemist und Glasmacher
- Aurora Lacasa (* 1947), war 1968 Teilnehmerin eines internationalen Jugendlagers im Ort und trat hier erstmals erfolgreich in einem Sängerwettbewerb auf. Sie formuliert es im Nachhinein so: „Meine Karriere begann in Wandlitz!“ Sie wohnt seit 2006 in einem Eigenheim wieder in Prenden.[17]